# Georg Schomerus
Georg Schomerus (* 20. November 1973 in Reutlingen) ist ein deutscher Psychiater und Psychotherapeut. Er ist seit 2019 Professor an der Universität Leipzig und Direktor der Klinik und Poliklinik für Psychiatrie und Psychotherapie am Universitätsklinikum Leipzig.

## Leben

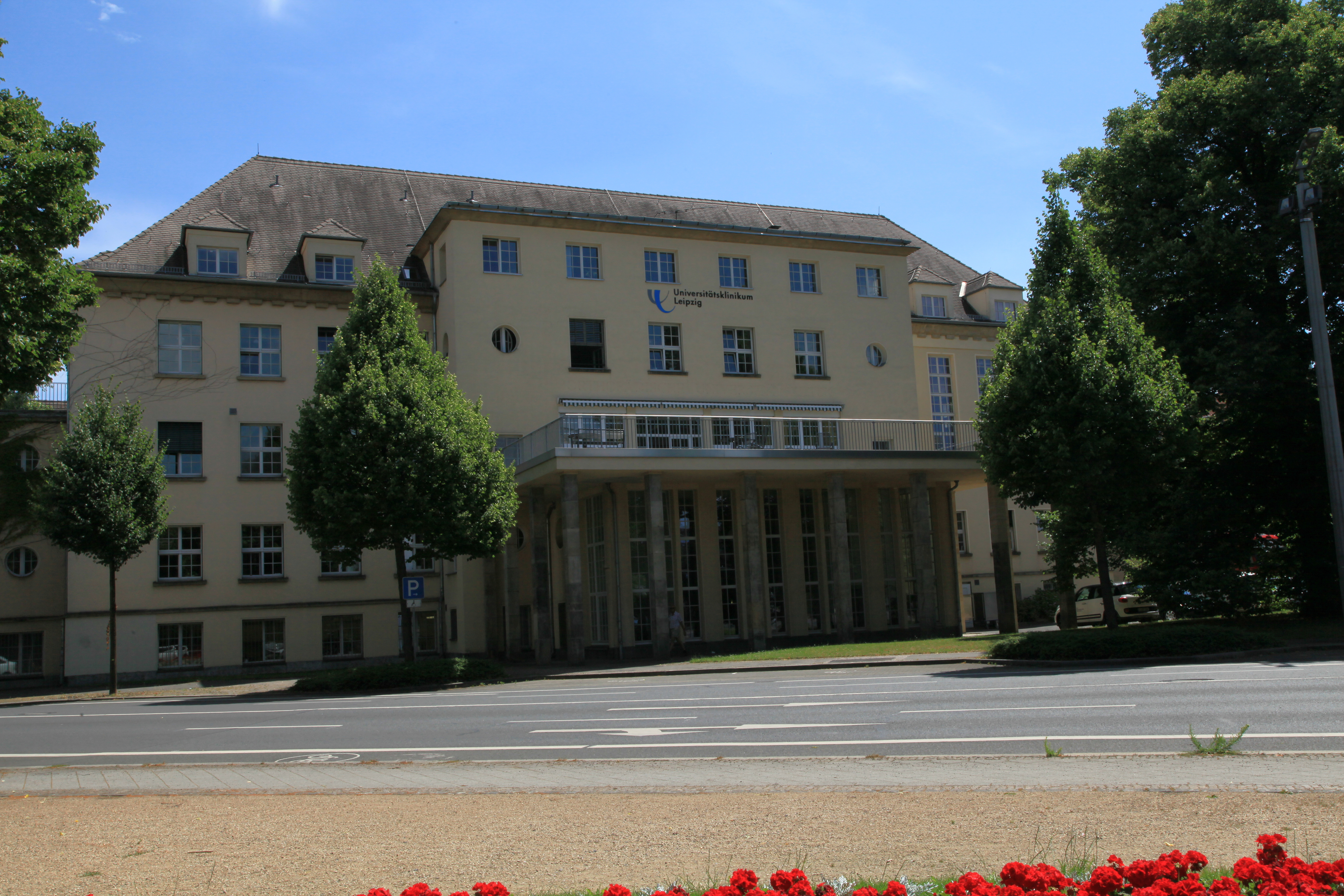
Die im April 1930 eröffnete Klinik für Orthopädie des Jacobshospitals an der Ecke von Semmelweisstraße und Philipp-Rosenthal-Straße beherbergt seit 2008 die Kliniken für Psychiatrie und Psychotherapie und für Psychosomatische Medizin und Psychotherapie des Departments für psychische Gesundheit des Universitätsklinikums Leipzig.

Georg Schomerus studierte von 1994 bis 2002 in Freiburg im Breisgau, Hannover und am King’s College London Medizin. Er promovierte 2002 in Freiburg zum Dr. med. mit einer Arbeit über ärztliche Ethik in England und Deutschland während der Zeit von 1902 bis 1933.
Von 2002 bis 2003 arbeitete er als Arzt im Praktikum in der Klinik für Neurologie der Medizinischen Hochschule Hannover. Seine Weiterbildung zum Facharzt für Psychiatrie und Psychotherapie absolvierte er von 2004 bis 2008 am Universitätsklinikum Leipzig bei Matthias Claus Angermeyer.
2009 ging er als Oberarzt zu Harald Freyberger an die Universitätsklinik für Psychiatrie und Psychotherapie der Universität Greifswald am Standort Krankenhaus West in Stralsund, von 2014 bis 2016 leitete er dort die Abteilung Sozialpsychiatrie und ambulante Versorgung. Von 2016 bis 2019 war er leitender Oberarzt und stellvertretender Direktor der Klinik und Poliklinik für Psychiatrie und Psychotherapie der Universitätsmedizin Greifswald (Direktor: Hans Grabe).
Schomerus habilitierte sich 2010 im Fach Psychiatrie und Psychotherapie mit einer Arbeit über Einstellungen der Allgemeinbevölkerung zu psychischer Krankheit.
2016 wurde er außerplanmäßiger Professor an der Universität Greifswald. Im Jahr 2019 wurde Schomerus auf die W3-Professur für Psychiatrie an der Universität Leipzig berufen und ist Direktor der Klinik und Poliklinik für Psychiatrie am Universitätsklinikum Leipzig.
Georg Schomerus ist ein Enkel des Psychiaters und Hochschullehrers Walter von Baeyer.

## Forschungs- und Tätigkeitsschwerpunkte
Klinisch und wissenschaftlich vertritt Schomerus eine soziale Perspektive auf Psychiatrie und auf psychische Erkrankungen. Er führt damit die von Klaus Weise begründete und von Matthias Claus Angermeyer fortgesetzte sozialpsychiatrische Tradition der Leipziger Universitätsklinik für Psychiatrie fort.
Georg Schomerus ist an zahlreichen Forschungsprojekten federführend beteiligt, seine Forschung wurde u. a. von der Deutschen Forschungsgemeinschaft (DFG), dem Bundesministerium für Bildung und Forschung, dem Bundesministerium für Gesundheit und der Fritz-Thyssen-Stiftung gefördert. Mit großen repräsentativen Bevölkerungsbefragungen 2011 und 2020 setzte er gemeinsam mit Matthias Claus Angermeyer die von diesem 1990 begonnene Langzeitstudie zu den Einstellungen der Bevölkerung in Deutschland zu psychischer Krankheit in Deutschland fort.
Ein besonderer Forschungsschwerpunkt von Schomerus sind die Ursachen und Auswirkungen von Stigmatisierung von Menschen mit psychischen Krankheiten.
Er konnte zeigen, dass rein biologische Erklärungsmodelle für schwere psychische Krankheiten mit stärkerer Stigmatisierung einhergehen, während ein Erklärungsmodell, wonach zwischen psychischer Gesundheit und psychischer Krankheit ein Kontinuum unterschiedlicher Zustände existiere, mit geringeren stigmatisierenden Einstellungen verbunden ist.
Ein weiterer Schwerpunkt seiner Forschung ist die Stigmatisierung von Menschen mit Abhängigkeitserkrankungen.
Zudem beschäftigt sich Schomerus mit der Stigmatisierung von Menschen mit Long COVID und ME/CFS. In Medienbeiträgen kritisierte er, dass die Erkrankungen häufig fälschlicherweise als psychisch bedingt eingeordnet werden. Außerdem würden Medien Betroffene regelmäßig abwerten. Er beklagte ein „Versagen“ im Gesundheitssystem und forderte bessere Aufklärung.

## Wirken in der wissenschaftlichen Community

### Mitwirkung an wissenschaftlichen Zeitschriften
Schomerus ist Mitherausgeber der deutschen Fachzeitschrift Psychiatrische Praxis und der von der American Psychological Association herausgegebenen Zeitschrift Stigma and Health. Darüber hinaus wirkt er im wissenschaftlichen Beirat des Psychiatrie-Verlags mit.

### Wissenschaftliche Organisationen und Gremien
Schomerus engagiert sich in mehreren Fachgremien, die sich mit der Stigmatisierung von Menschen mit psychischen Krankheiten auseinandersetzen. So ist er u. a. Leiter des Referats psychosoziale Versorgungsforschung und Public Mental Health der DGPPN, Mitglied der Sektion Stigma und psychische Gesundheit des Weltverbands für Psychiatrie, sowie der Jury des Anti-Stigma-Preises der DGPPN sowie Mitglied des Programmkomitees der Tagung Die subjektive Seite der Schizophrenie (Suse-Kongress).
Ein besonderes Anliegen ist ihm die Unterstützung der Arbeit des Vereins Irrsinnig Menschlich, dessen Vorsitzender er seit 2020 ist. Der Verein hat sich in seiner internationalen Arbeit zum Ziel gesetzt, in Schule, Studium und Ausbildung psychische Gesundheit besser zu schützen und Menschen zu befähigen, mit psychischen Krisen besser umgehen zu können.

## Wichtige Veröffentlichungen
- G. Schomerus, C. Schwahn, A. Holzinger, P.W. Corrigan, H.J. Grabe, M.G. Carta, M.C. Angermeyer: Evolution of public attitudes about mental illness: a systematic review and meta-analysis. In: Acta Psychiatrica Scandinavica, 2012, 125, S. 440–452; PMID 22242976.
- G. Schomerus, M. Lucht, A. Holzinger, H. Matschinger, M.G. Carta, M.C. Angermeyer: The Stigma of Alcohol Dependence Compared with Other Mental Disorders: A Review of Population Studies. In: Alcohol and Alcoholism, 2011, 46, S. 105–112; PMID 21169612.
- G. Schomerus, P.W. Corrigan, T. Klauer, P. Kuwert, H.J. Freyberger, M. Lucht: Self-stigma in alcohol dependence: Consequences for drinking-refusal self-efficacy. In: Drug and Alcohol Dependence, 2011, 114, S. 12–17; PMID 20933344.
- M.C. Angermeyer, S. van der Auwera, M.G. Carta, G. Schomerus: Public attitudes towards psychiatry and psychiatric treatment at the beginning of the 21st century: a systematic review and meta-analysis of population surveys. In: World Psychiatry, 2017, 16, S. 50–61; PMID 28127931.
- G. Schomerus, H. Matschinger, M.C. Angermeyer: Continuum beliefs and stigmatizing attitudes towards persons with schizophrenia, depression and alcohol dependence. In: Psychiatry Res., 2013, 209, S. 665–669; PMID 23465293.
- G. Schomerus, M.C. Angermeyer, S.E. Baumeister, S. Stolzenburg, B.G. Link, J.C. Phelan: An online intervention using information on the mental health-mental illness continuum to reduce stigma. In: Eur Psychiatry, 2016, 32, S. 21–27; PMID 26802980.
- S. Bartholomes, G. Schomerus: Ambulante Gruppentherapie für Männer mit Depression: Rahmenkonzept, Module, Materialien. Psychiatrie-Verlag, Köln 2020.